# Apothetai
Apothetai, in Sparta, is een gebied vol diepe kloven in de buurt van de Taigetos (Plutarchus), waar ongewenste kinderen werden gedeponeerd.
Volgens de Lycurgische wetgeving - zoals die werd toegeschreven aan Lycurgus - moest de vader de pasgeborene door de ephoren laten keuren vooraleer het opvoedingsproces te beginnen; als het kind enigerlei gebreken bleek te hebben, dan werd het aan zijn lot overgelaten in de Apothetai en was het gedoemd te sterven. Was het kind gezond, dan werd het op 7-jarige leeftijd door de ephoren verder opgevoed.